# Muko Dayah
Muko Dayah is een bestuurslaag in het regentschap Pidie Jaya van de provincie Atjeh, Indonesië. Muko Dayah telt 898 inwoners (volkstelling 2010).